# Erik Andersson (ingenjör)

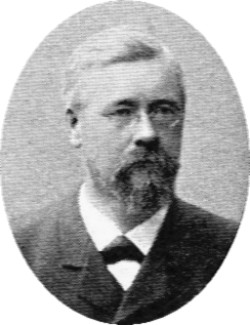
Erik Andersson

Erik Andersson, född 13 februari 1854 i Julita socken, Södermanlands län, död 5 juni 1911 i Stockholm, var en svensk ingenjör.
Andersson blev elev vid Tekniska elementarskolan i Norrköping 1869 och avlade avgångsexamen 1872. Han var ritare vid Motala Mekaniska Verkstad 1872–74 och hos professor Johan Erik Cederblom 1875–86. Han blev elev vid Teknologiska institutet (Kungliga Tekniska högskolan) 1875 och avlade avgångsexamen där 1878.  Han var assistent där 1879–95, extra lärare i maskinkonstruktioner där 1895–97 samt lektor i elementarmekanik och beskrivande maskinlära där från 1897. Efter 1906 var han disponent i Lidingö villastad.